# Perizoma odontata
Perizoma odontata är en fjärilsart som beskrevs av Pierre Millière 1870. Perizoma odontata ingår i släktet Perizoma och familjen mätare. Inga underarter finns listade i Catalogue of Life.